# 1940-es évek

Községi Élelmiszerüzem

Évszázadok: 19. század · 20. század · 21. század
Évtizedek: 1890-es évek · 1900-as évek · 1910-es évek · 1920-as évek · 1930-as évek · 1940-es évek · 1950-es évek · 1960-as évek · 1970-es évek · 1980-as évek · 1990-es évek
Évek: 1940 · 1941 · 1942 · 1943 · 1944 · 1945 · 1946 · 1947 · 1948 · 1949

## Események
- 1940: a német villámháború elsöpri Dániát, Norvégiát és Franciaországot.
- 1940: az angliai csata.
- 1940: Németország, Olaszország és Japán aláírják a háromhatalmi egyezményt.
- 1941: Hitler hadüzenet nélkül megtámadja a Szovjetuniót.
- 1941: Franklin D. Roosevelt és Winston Churchill aláírják az Atlanti Chartát, megalakul az antifasiszta koalíció.
- 1941: megkezdődik Leningrád ostroma, mely 1944-ig elhúzódik.
- 1941: a japánok megtámadják Pearl Harbort.
- 1942: a wannseei konferencián döntenek az Endlösungról, az első tömeggyilkosságok az auschwitzi koncentrációs táborban.
- 1942: fordulat a második világháború menetében: a midwayi csata, második el-alameini csata és a sztálingrádi csata.
- 1943: Joseph Goebbels meghirdeti a totális háborút.
- 1944: június 6. a D-nap, a normandiai partraszállás, a második front megnyitása.
- 1944: Charles de Gaulle bevonul Párizsba, ideiglenes francia kormány alakul.
- 1945: a jaltai konferencián utoljára találkozik a "Három Nagy": Roosevelt, Churchill és Sztálin.
- 1945: az amerikaiak "békaugrás taktikája": az Ivo Dzsima-i csata és az okinavai csata.
- 1945: Benito Mussolinit olasz partizánok kivégzik, Hitler öngyilkos lesz.
- 1945: a németek aláírják a feltétel nélküli kapitulációt.
- 1945: megalakul az Egyesült Nemzetek Szervezete.
- 1945: az amerikaiak atombombát dobnak Hirosimára és Nagaszakira.
- 1945: Japán feltétel nélkül kapitulál, a második világháború vége.
- 1946: Winston Churchill fultoni beszéde a vasfüggönyről.
- 1946: ítélethirdetés a nürnbergi perben.
- 1947: megindul a Marshall-segély Európa újjáépítésére.
- 1947: meghirdetik a Truman-doktrínát és a Zsdanov-doktrínát, a hidegháború kezdete.
- 1947: India és Pakisztán kikiáltja függetlenségét a Brit Birodalomtól.
- 1948: Izrael kikiáltja a függetlenségét, kitör az első arab-izraeli háború.
- 1948: a szovjetek lezárják Nyugat-Berlint, a berlini blokád egészen 1949-ig tart.
- 1948: véget ér a kelet-közép-európai országok szovjetizálása. Kommunista hatalomátvétel Magyarországon és Csehszlovákiában.
- 1949: megalakul a Kölcsönös Gazdasági Segítség Tanácsa.
- 1949: megalakul az Észak-atlanti Szerződés Szervezete, a NATO.
- 1949: Mao Ce-tung kikiáltja a Kínai Népköztársaságot.
- 1949: létrejön Nyugat-Németország (NSZK) és Kelet-Németország (NDK).

## A világ vezetői
- Albánia: Enver Hoxha főtitkár (1941-től)
- Amerikai Egyesült Államok: Franklin D. Roosevelt elnök (1945-ig), Harry S. Truman elnök (1945-től)
- Argentína: Juan Domingo Perón elnök (1946-tól)
- Csehszlovákia: Edvard Beneš elnök (1945-1948), Klement Gottwald 1948-1953
- Dél-Korea: Li Szin Man elnök (1945-től)
- Egyesült Királyság: VI. György király, Neville Chamberlain miniszterelnök (1940-ig), Winston Churchill miniszterelnök (1940-1945), Clement Attlee miniszterelnök (1945-től)
- Etiópia: Hailé Szelasszié császár (1941-től)
- Észak-Korea: Kim Ir Szen elnök (1948-tól)
- Franciaország: Édouard Daladier miniszterelnök (1940-ig), Henri Pétain elnök (Vichy) (1940-1944), Pierre Laval miniszterelnök (Vichy), 1942-1944), Charles de Gaulle elnök (1944-1946), Vincent Auriol elnök (1947-től)
- Görögország: Joannisz Metaxas tábornok (1941-ig)
- Harmadik Birodalom: Adolf Hitler führer (1945-ig)
- India: Dzsaváharlál Nehru miniszterelnök (1947-től)
- Indonézia: Sukarno elnök (1945-től)
- Irán: Reza Pahlavi sah (1941-ig), Mohammad Reza Pahlavi sah (1941-től)
- Izrael: Dávid Ben-Gúrión miniszterelnök (1948-tól)
- Japán: Hirohito császár, Tódzsó Hideki miniszterelnök (1941-1944), Josida Sigeru miniszterelnök (1946-1947, 1948-tól)
- Jugoszlávia: Josip Broz Tito elnök (1945-től)
- Kína: Mao Ce-tung pártelnök (1949-től), Zhou Enlai miniszterelnök (1949-től)
- Kínai Köztársaság: Lin Sen elnök (1943-ig), Csang Kaj-sek elnök (1943-tól)
- Magyarország: Horthy Miklós kormányzó (1944-ig), Teleki Pál miniszterelnök (1941-ig), Bárdossy László miniszterelnök (1941-1942), Kállay Miklós miniszterelnök (1942-1944), Szálasi Ferenc nemzetvezető (1944-1945), Tildy Zoltán miniszterelnök (1945-1946), Rákosi Mátyás főtitkár (1948-tól)
- Németország (Nyugat-Németország, NSZK): Konrad Adenauer kancellár (1949-től)
- Norvégia: Vidkun Quisling elnök (1942-1945)
- Olaszország: III. Viktor Emánuel király (1946-ig), Benito Mussolini duce (1945-ig), Pietro Badoglio miniszterelnök (1943-1944), Alcide De Gasperi miniszterelnök (1945-től)
- Pakisztán: Muhammad Ali Dzsinnah kormányzó (1947-1948)
- Portugália: António de Oliveira Salazar miniszterelnök
- Románia: II. Károly király (1940-ig), I. Mihály király (1940-1947), Ion Antonescu miniszterelnök (1940-1944), Petru Groza miniszterelnök (1945-től)
- Spanyolország: Francisco Franco caudillo
- Szovjetunió: Joszif Sztálin pártelnök
- Vatikán: XII. Piusz pápa
- Vietnám: Ho Si Minh elnök (1945-től)